# Филиал Святителя Луки больницы Святителя Алексия
Филиал Святителя Луки больницы Святителя Алексия — больница в Переславле-Залесском, бывшая Земская больница (в Советском Союзе была известна как «зарбарак»). Больничный комплекс признан объектом культурного наследия начала XX века. Сейчас больница реконструируется и готовится к полноценному открытию. Является филиалом больницы Святителя Алексия.

## История

### До 1880 года
До земской реформы в Переславле находилась единственная на город больница, сделанная из камня. Она была устроена на 25 кроватей, из медицинского персонала в ней служили городской и уездный врачи, фельдшеры при них, повивальная бабка. Больнице не хватало медикаментов, инструментов и персонала, положение усугубляли частые крупные эпидемии, в частности, холеры. Помимо больницы в городе существовала богадельня и при ней приют для подкидываемых детей.

### 1880—1917 годы
После земской реформы остро встал вопрос о переустройстве больницы в городе. С этой целью в 1879—1880 гг. по проекту Сергея Ермолаевича Эверта было построено здание Земской Больницы. Оно имело П-образную форму, было построено из дерева на каменном фундаменте. Больница была устроена на 30 коек, также в нем помещалась аптека и амбулатория, в здание была проведена вода, имелись лофт-клозеты, паровой дезинфекционный аппарат, операционная комната и ванная. Именно в этом здании в свое время работал Святитель Лука.

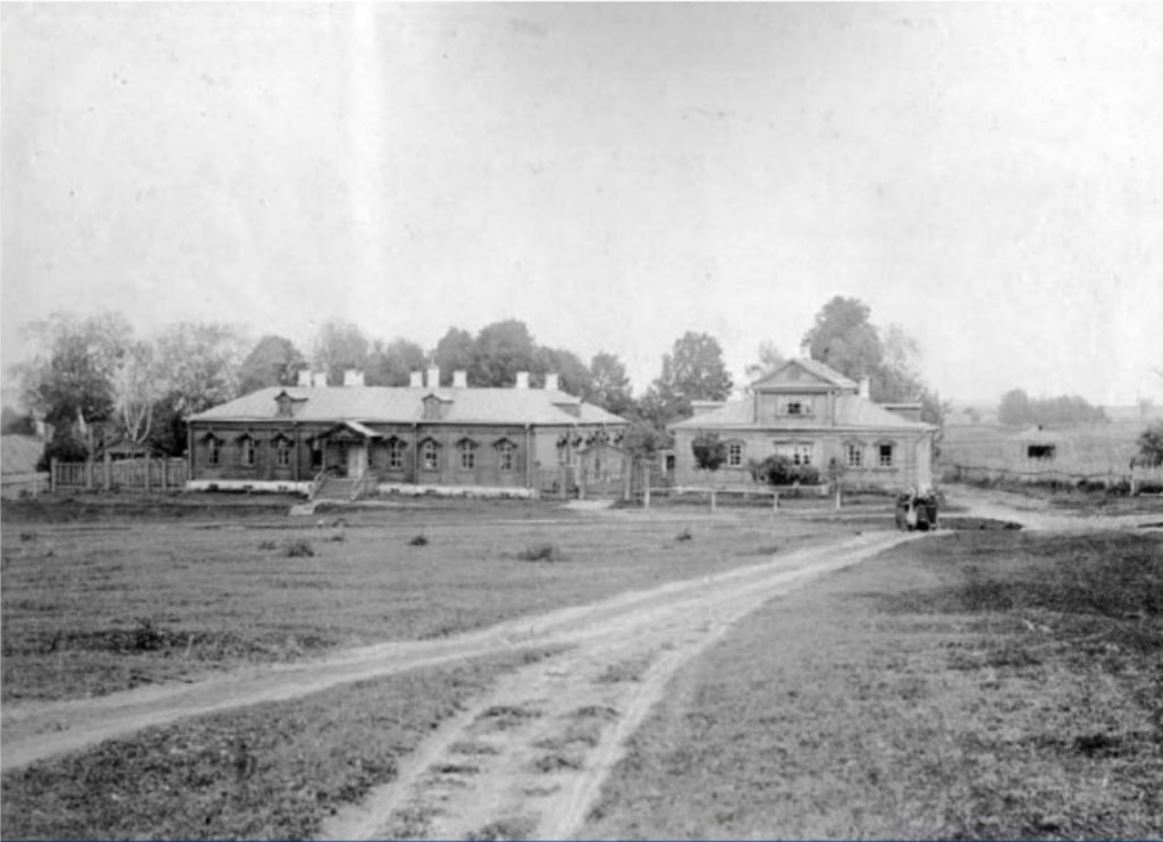
Земская больница в начале 1900-х

В 1888 г. был проведен крупный ремонт в больнице. В 1891 г. на территории больницы была построена баня. И в 1895 г. был выстроен деревянный барак для заразных больных на 8 коек. Тем не менее, состояние больницы и медицины в Переславле оставляли желать лучшего: отсутствовала квартира врача при больнице, не было родильного дома. Один из ключевых врачей Земской больницы в 1890-е Н. Н. Курочкин отметил, что желательно увеличить количество врачей в три раза, чтобы они смогли бы обслуживать всех больных и вместе с тем увеличить количество больничных мест. Среди главных врачей Земской больницы того времени точно известен лишь А. С. Калинин, занимающий этот пост в 1901—1902 года.
С 1907 по 1910 гг. должность главного врача земской больницы занимал Буткевич Фаддей Генрихович. После Буткевича на вакантное место главного врача земской больницы был назначен выдающийся врач и хирург, доктор медицинских наук и автор трудов по анестезиологии и гнойной хирургии Валентин Феликсович Войно-Ясенецкий, в дальнейшем известный как Святитель Лука Крымский. Войно-Ясенецкий является значимой фигурой для Переславля, именно в период его работы главным врачом он задумал свою важную работу «Очерки гнойной хирургии». Валентин Феликсович проработал в больнице до 1917 года, и за это время развернул широкую хирургическую работу в Земской больнице.

### После 1917 года
После того, как Святитель Лука покинул Переславль из-за болезни жены и отправился в Ташкент, должность главного врача занимал Иван Михайлович Михневич. После революции, в связи с образованием уздрава (уездного отдела здравоохранения), Земская больница переименовывается в I советскую больницу. Больница начинает угасать и медленно переходить на второй план, уступая место II советской больнице.
В 1919 г. хирургическое отделение I советской больницы было закрыто, вся операционная работа сосредоточилась в II советской больнице (бывшая больница ТПМ, она же мануфактурная). С этого момента началось расширение II советской больницы и уменьшение I советской больницы. Послевоенная разруха вызвала рост инфекционных заболеваний, из-за чего инфекционное отделение бывшей земской больницы потребовало расширения пространства посредством прекращения работы некоторых отделений.
В 1923 г. из I советской больницы была переведена жена И. М. Михневича Софья Дмитриевна Михневич, ранее работавшая хирургом и окулистом. Она была назначена врачом родильного отделения. В том же году в I советской больнице прием амбулаторных больных был прекращен и целиком переведен во II советскую больницу. Одновременно с этим была переведена и аптека. Однако после перевода она получила развитие и смогла обеспечивать обе больницы. В 1924 г. в I советской больнице было закрыто терапевтическое отделение, оно было переведено во II советскую больницу. С этого момента терапевтическая стационарная помощь в I советской больнице больше не оказывалась. Заведовать терапевтическим отделением во II больнице был приглашен И. М. Михневич. С этого момента I советская больница переименовывается в инфекционную больницу, называемую в народе и в некоторых документах «зарбарак».
В 1925 году заведовать инфекционной больницей стал Сергей Михайлович Лозовой. С. М. Лозовой вёл прием больных на дому в порядке частной практики. Должность заведующего врача С. М. Лозовой занимал недолго, после него данную должность занимал Владимир Иванович Нардов. При В. И. Нардове «зарбарак» был переименован в Переславский врачебный участок. В 1934 году, из-за снижения инфекционных заболеваний, освободилось каменное здание (бывшее хирургическое отделение). Из-за нехватки мест в городской больнице в инфекционную было переведено терапевтическое отделение. С этого момента больница называлась инфекционно-терапевтическая. Состояние Бывшей земской больницы до и во время Великой Отечественной войны было плачевным, она находилась в сильном упадке. Весь медицинский персонал больницы состоял только из одного единственного врача, который и был заведующим. За период войны сменилось как минимум 4 заведующих врача (в их числе Прусаков и Певченко).

### После Великой Отечественной войны
После Великой Отечественной войны состояние больницы было плачевным. Восстановлением занималась семейная пара врачей из Абрама Иосифовича Лифшиц и Антонины Николаевны Соболевой, прибывших в 1945 году и проработавших в ней долгие годы.
В феврале 1950 года больница I (бывшая земская больница) переименовывается в Лечебное объединение 2, а больница II в Лечебное объединение 1. Это изменение подчеркнуло главенствующее место городской больницы в Переславле по сравнению с бывшей земской больницей, состоящей на тот момент всего из двух отделений (инфекционного и терапевтического). 17 декабря 1960 года произошло слияние двух лечебных объединений, которое стало называться Лечебно-профилактическое объединение. В 1963 г. Переславский районный и городской отделы здравоохранения упраздняются, а Лечебно-профилактическое объединение вместе с упраздненными отделами становится Переславской центральной районной больницей. Таким образом, земская больница на долгое время потеряла формальную независимость и стала отделением единой большой больницы.
С 1 октября 1945 по 1948 гг. заведующим инфекционным отделением был Абрам Иосифович Лифшиц: участник Великой Отечественной войны, почетный гражданин Переславля. С 1948 по 1949 гг. он занимал должность заведующего районным отделом здравоохранения, а с 1949 по 1952 гг. заведующего городским отделом здравоохранения. Трудиться в инфекционном отделении Абрам Иосифович продолжил с 1952 по 1994 гг. С 1952 по 1966 гг. вернулся в бывшую земскую больницу и занял должность заведующего инфекционным отделением. С 1966 по 1967 гг. был главным врачом центральной районной больницы, после чего с 1967 по 1987 гг. был заведующим инфекционного отделения. Лифшиц продолжил работу в инфекционном отделении до 1994 года, работая врачом-инфекционистом.
С 1945 по 1960 гг. заведующей инфекционно-терапевтической больницей была жена Абрама Иосифовича Лифшиц — заслуженный врач РСФСР, блокадник Антонина Николаевна Соболева. С 1960 по 1963 она была главным врачом Лечебно-профилактического объединения (ЛПО). Свою деятельность в больнице Антонина Николаевна продолжила в должности заведующего туберкулезным отделением с 1963 по 1974 год. С 1974 по 1993 г. занимала должность врача санаторного детского дома г. Переславль.
Лившиц и Соболева жили возле больницы и принимали активное участие в ее восстановлении. Бывшее строительное образование Антонины Николаевны пригодилось ей для ремонтных работ отделений.
В 1972 году в инфекционном отделении ординатором работала Светлана Александровна Князюк. До 1987 года она трудилась врачом инфекционистом под начальством Лифшиц. Абрам Иосифович для Князюк был наставником и учителем. А после Светлана Александровна Князюк стала заведующим инфекционного отделения (бывшей земской больницы) и занимала этот пост с 1987 по 2009 гг. Ее же муж, Михаил Иванович Князюк, в этот период был главным врачом всей больницы (с 1986 по 2007 гг.). В период работы Князюк дежурило всего три врача: Лифшиц, Спиридова и Князюк. Только через некоторое время ЦРБ выделила несколько дежурных врачей.
После С. А. Князюк больницей заведовал Александр Гурьевич Макурин. Он занимал пост заведующего до 2018 года.

### Больница в наши дни
С уходом Александра Гурьевича Макурина комплекс зданий Земской больницы перестал на некоторое время существовать как медицинское учреждение. Однако в 2020 г. было принято решение о создании филиала больницы Святителя Алексия в Переславле в зданиях бывшей Земской больницы, где когда-то работал Святитель Лука, имя которого и несет филиал. В ней уже ведется патронажная служба по уходу за больными на дому. Осуществляется она преимущественно сестрами милосердия и волонтерами. Вместе с этим идет восстановление зданий больницы и их обустройство для оказания других видов медицинской помощи.

## Архитектурный ансамбль
Архитектурный ансамбль земской больницы состоит из пяти разновременных построек, четыре из которых являются особо ценными памятниками русской архитектуры XVIII—XX вв.: здание хирургического отделения, «новый зарбарак», главный терапевтический корпус и «старый зарбарак».

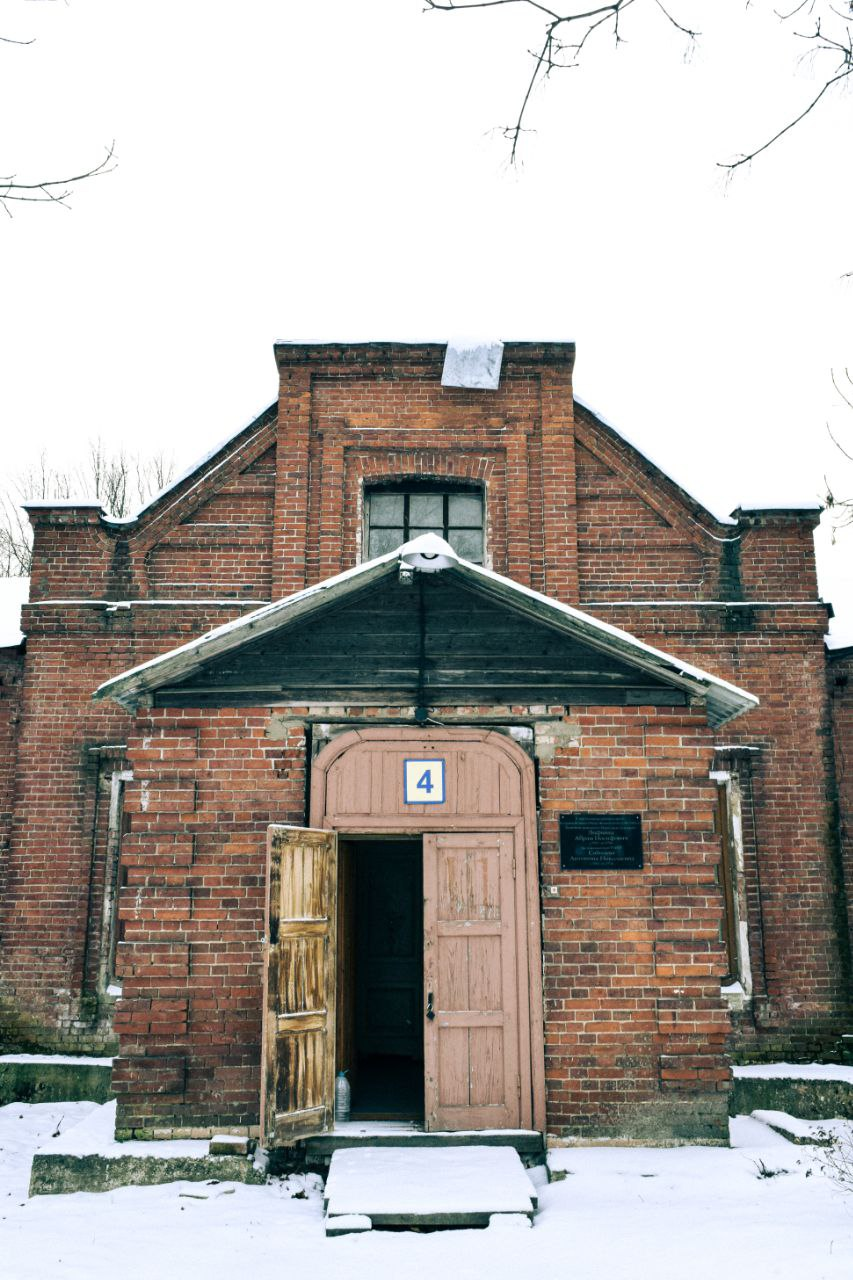
Хирургическое отделение. Построено в 1905—1906 гг.

### Хирургическое отделение
Здание хирургического отделения было построено в 1905—1906 гг., и принадлежит к кирпичному стилю, популярному во второй половине XIX века. По центральной оси фасада располагается тамбур с двускатной крышей, декорированный рустикой на углах объема. Верхняя часть пристройки завершается деревянным щипцом. Главный фасад одноэтажного кирпичного здания выделен тремя плоскими ризалитами, центральный из которых завершается аттиком. Аттик украшен окном с арочным завершением и лучковыми перемычками, а также декоративными нишами. Окно обрамлено двумя рядами лопаток. В нижней части фасада по бокам от тамбура располагаются два углубленных прямоугольных окна, декорированных замковыми камнями.
По периметру здания расположены прямоугольные окна, некоторые из которых украшены лучковыми перемычками без иных декоративных элементов. Ступенчатый карниз здания состоит из двух рядов дентикул.

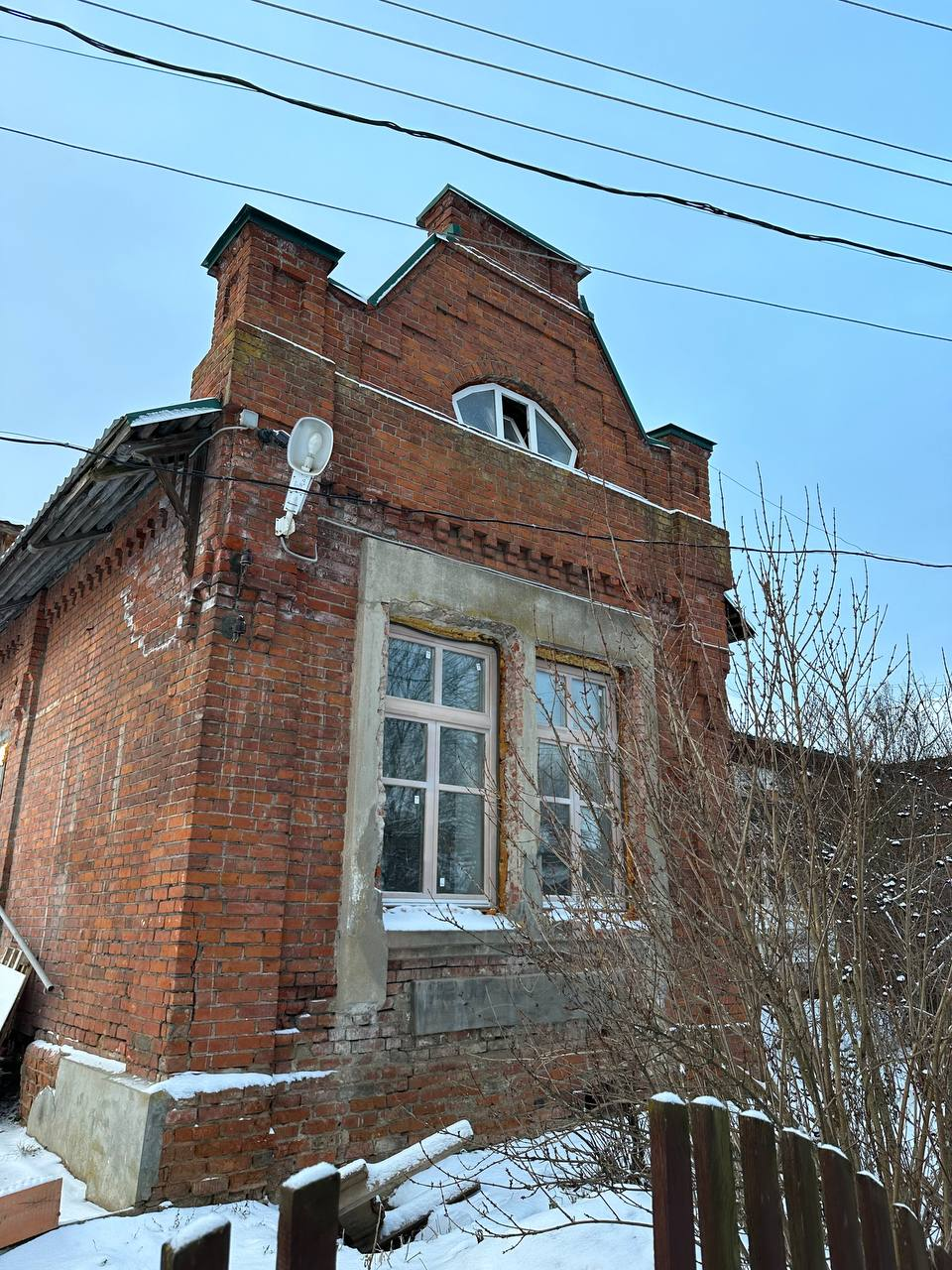
«Новый зарбарак». Построен в 1913 г.

### Новый зарбарак
«Новый зарбарак», построенный в 1913 году, также относится к кирпичному стилю. П-образная в плане постройка обращена фасадом во внутренний двор. Фасад здания состоит из двух симметричных выступов, декорированных сходно фасаду здания хирургического отделения. Каждый из выступов разделен тремя ризалитами с декоративными квадратными нишами; центральный ризалит увенчан ступенчатым аттиком, в центре которого расположен сквозной люнет с окном, украшенным лучковыми перемычками. Плоскость стены орнаментирована поясом дентикул. Большую часть фасада занимают сдвоенные прямоугольные окна, ниже которых находятся горизонтальные прямоугольные накладные доски. Венчает здание двускатная крыша.

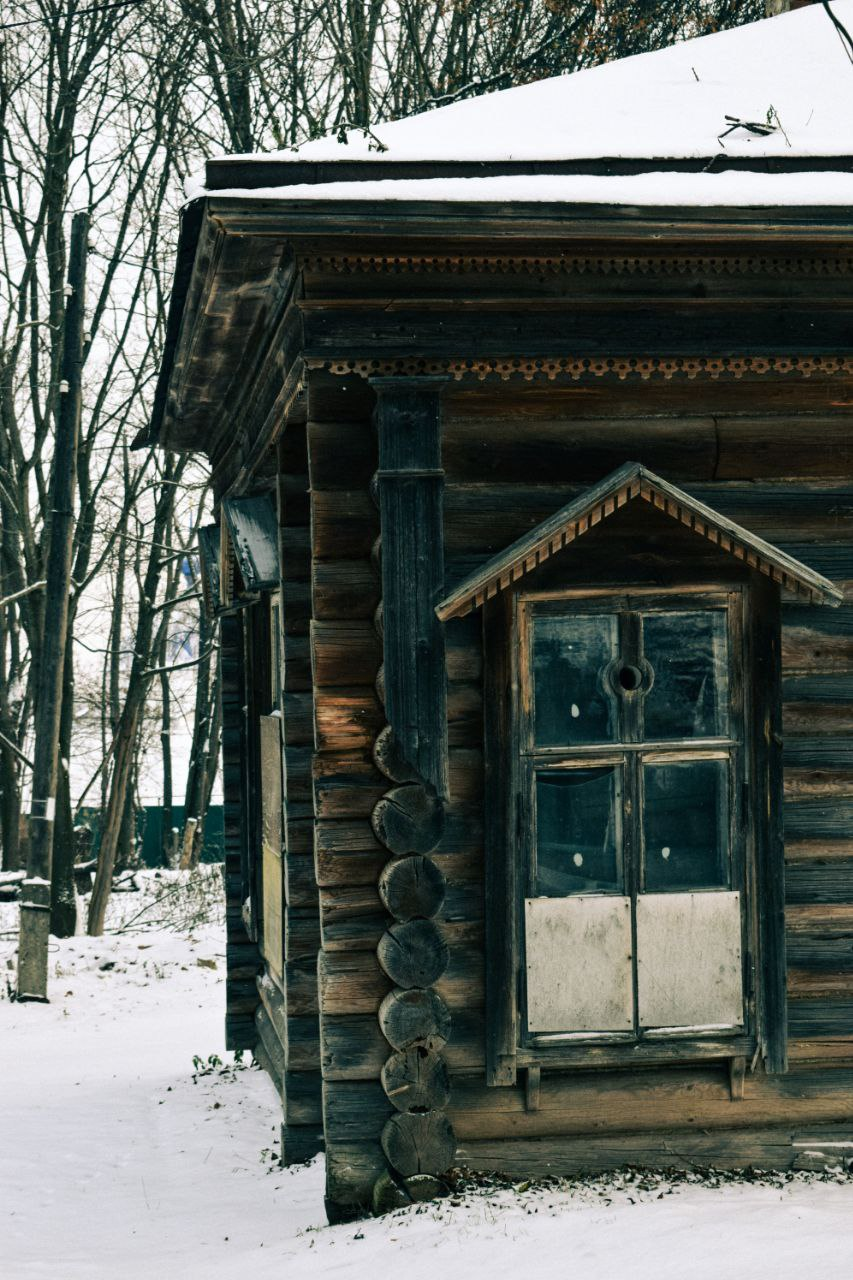
«Старый зарбарак». Построен в 1895 г.

### Четырехстенка «старого зарбарака»
Одноэтажное здание — четырехстенка «старого зарбарака» — выполнено в дереве, бревна соединены «в охряп», построена в 1895 году. Крыша вальмовая, ступенчатый карниз декорирован двумя рядами резных деревянных подзоров с пропильными узорами. По периметру здания расположены прямоугольные колодчатые окна, обрамленные наличниками с щипцовыми завершениями. Особенностью конструкции окон являются круглые форточки небольшого размера, расположенные в верхней части окна.

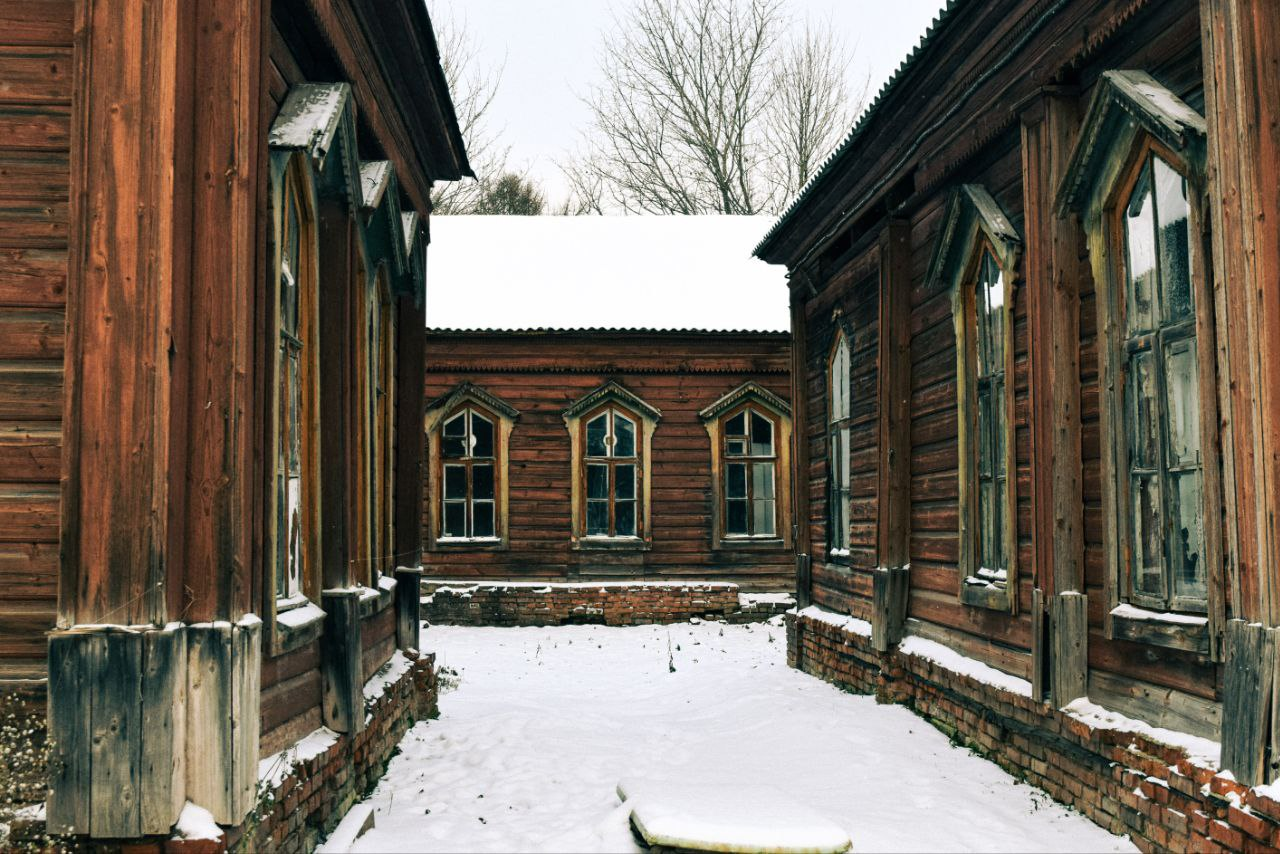
Терапевтическое отделение, построено в 1879—1880 гг.

### Главное терапевтическое отделение
Здание главного терапевтического отделения, также как и «новый зарбарак», имеет П-образную форму в плане, и построено из дерева с кирпичным цоколем. Внешний облик постройки и декор во многом схож с деревянным зданием «старого зарбарака». Это самое первое здание ансамбля, возведено в 1879—1880 гг. Углы объема украшены пилястрами, окна имеют килевидную форму и обрамлены наличниками, которые, как и подзоры, выполнены в технике пропильной резьбы. Наличники имеют щипцовое завершение, некоторые из них усложнены «ушками». Характер остекления окон повторяет описанный выше: присутствуют круглые форточки. Резные узоры содержат в себе флористические и народные мотивы. К главному фасаду здания пристроено крытое кольцо с щипцом, основной объем перекрыт вальмовой крышей.

## Увековеченные сотрудники
На одном из зданий больницы установлены 2 мемориальные таблички, посвященные бывшим сотрудникам больницы: первая Святителю Луке, а вторая Иосифу Абрамовичу  Лифшиц и Антонине Николаевне Соболевой.
Установленная мемориальная табличка Святителю Луки содержит ошибку в датах работы врача, так как доподлинно изветсно, что Лука трудился в больнице до 1917, а не до 1916 года

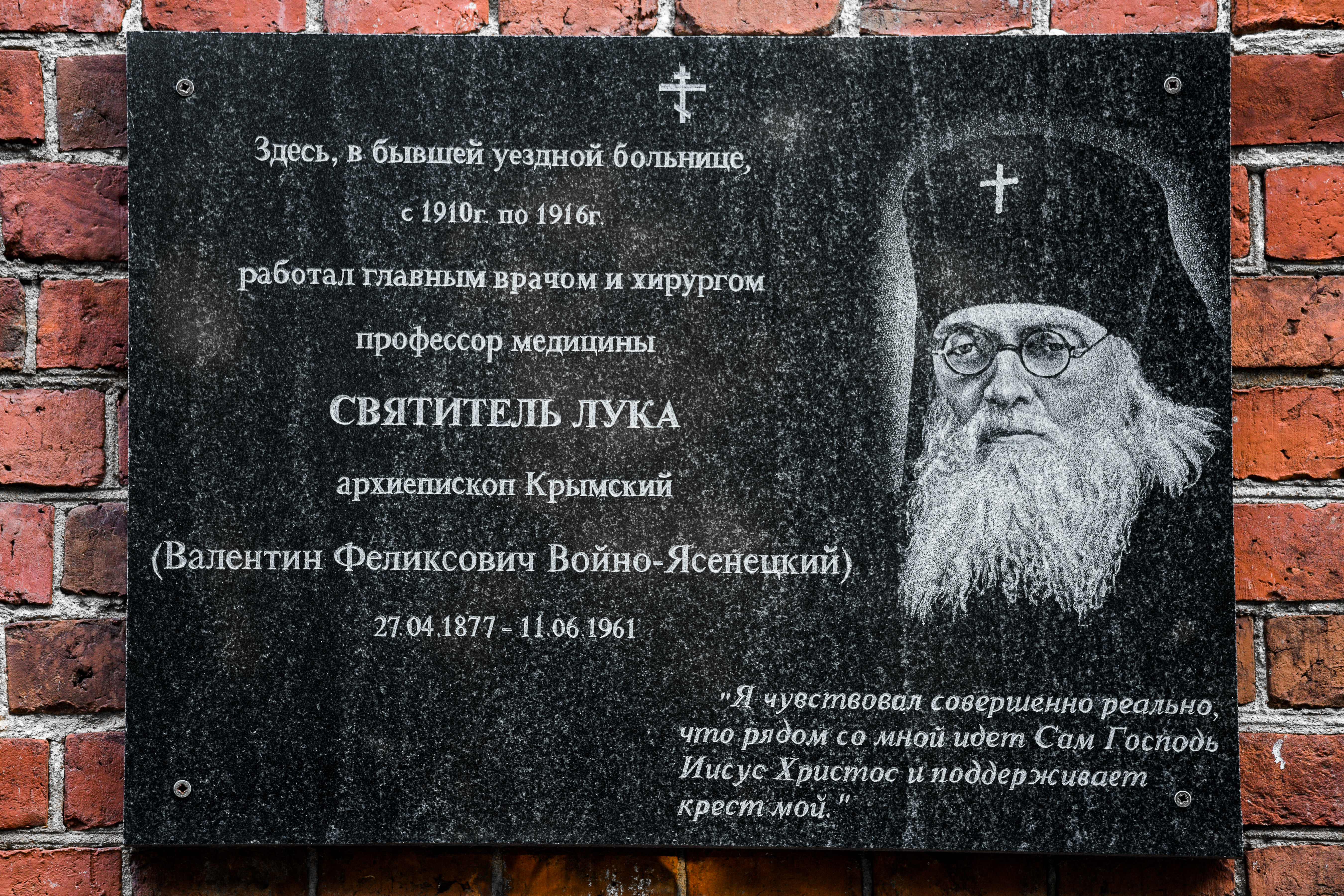
Доска в память о Валентине Феликсовиче Войно-Ясенецком, работавшем в Переславской Земской больнице с 1910 по 1917 гг.
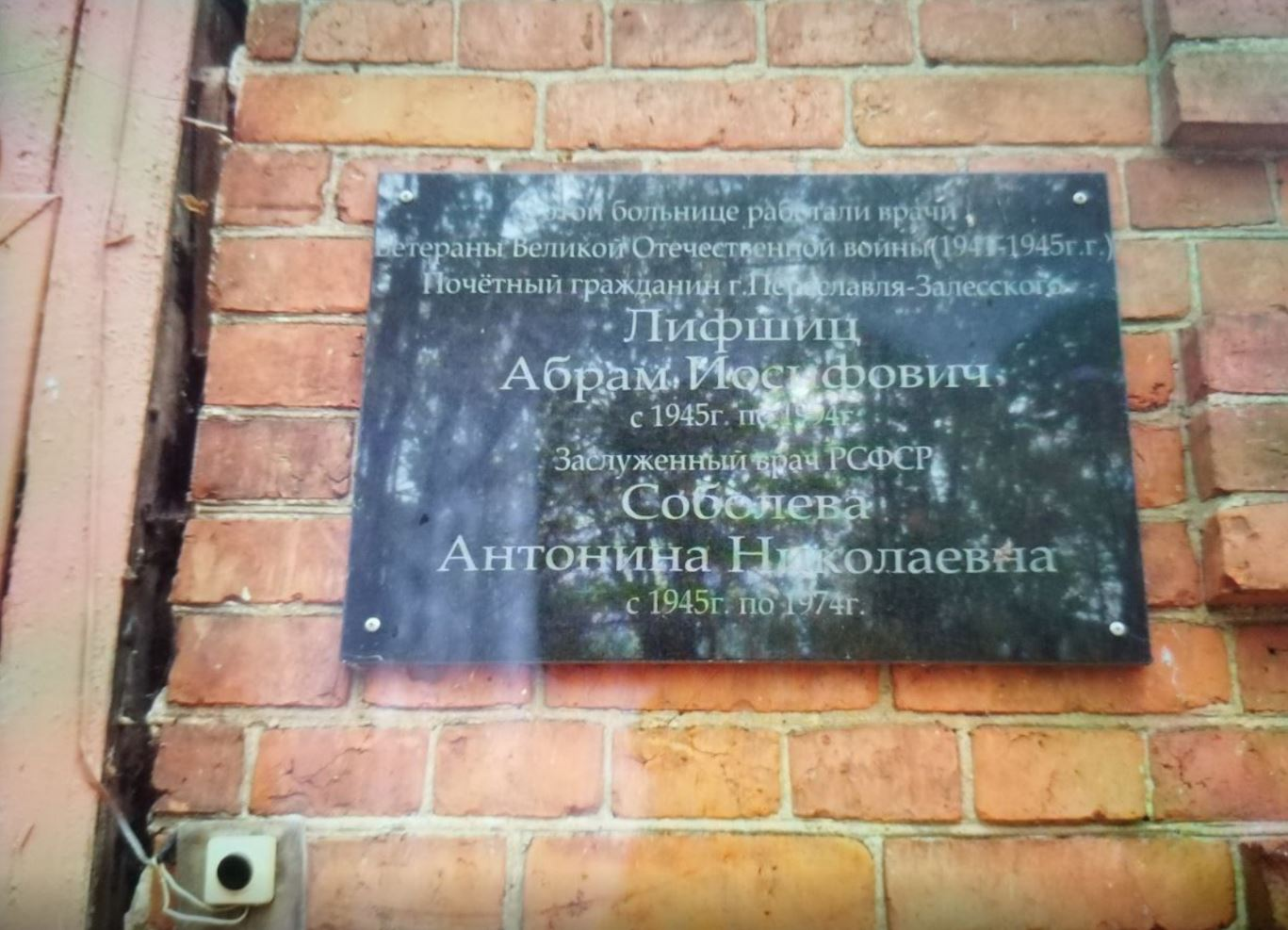
Доска в память об Иосифе Абрамовиче Лифшиц и Антонине Николаевне Соболевой, работавших в больнице в послевоенный период.